# Vanilla (chanson)

Vanilla est le second single de Gackt, sorti le 11 août 1999. Il est ressorti dans une version « améliorée » (seule la couverture du disque a changé) le 20 mars 2002. Vanilla est connue des fans comme une de leurs chansons favorites, surtout à cause de la performance de Gackt lors de cette chanson dans le Gackt's Mars Tour, qui contenait beaucoup de fanservice avec son guitariste du moment, Masa.

## Liste des chansons
1. "Vanilla" - 04:09
2. "Vanilla (Acoustique)" - 04:09
3. "Vanilla (Instrumental)" - 04:09